# 陸屋戰鬥
陸屋戰鬥發生於1939年12月，地點則是在中國桂南一帶。是抗日戰爭主要戰鬥之一，交戰一方為守軍之國民革命軍，另一方則為日軍。